# HD122726
HD122726 — хімічно пекулярна зоря спектрального класу A0, що має видиму зоряну величину в смузі V приблизно  9,6.
Вона  розташована на відстані близько 1274,0 світлових років від Сонця.

## Пекулярний хімічний склад
Зоряна атмосфера HD122726 має підвищений вміст 
Si
.